# Kulturzentrum Korneuburg

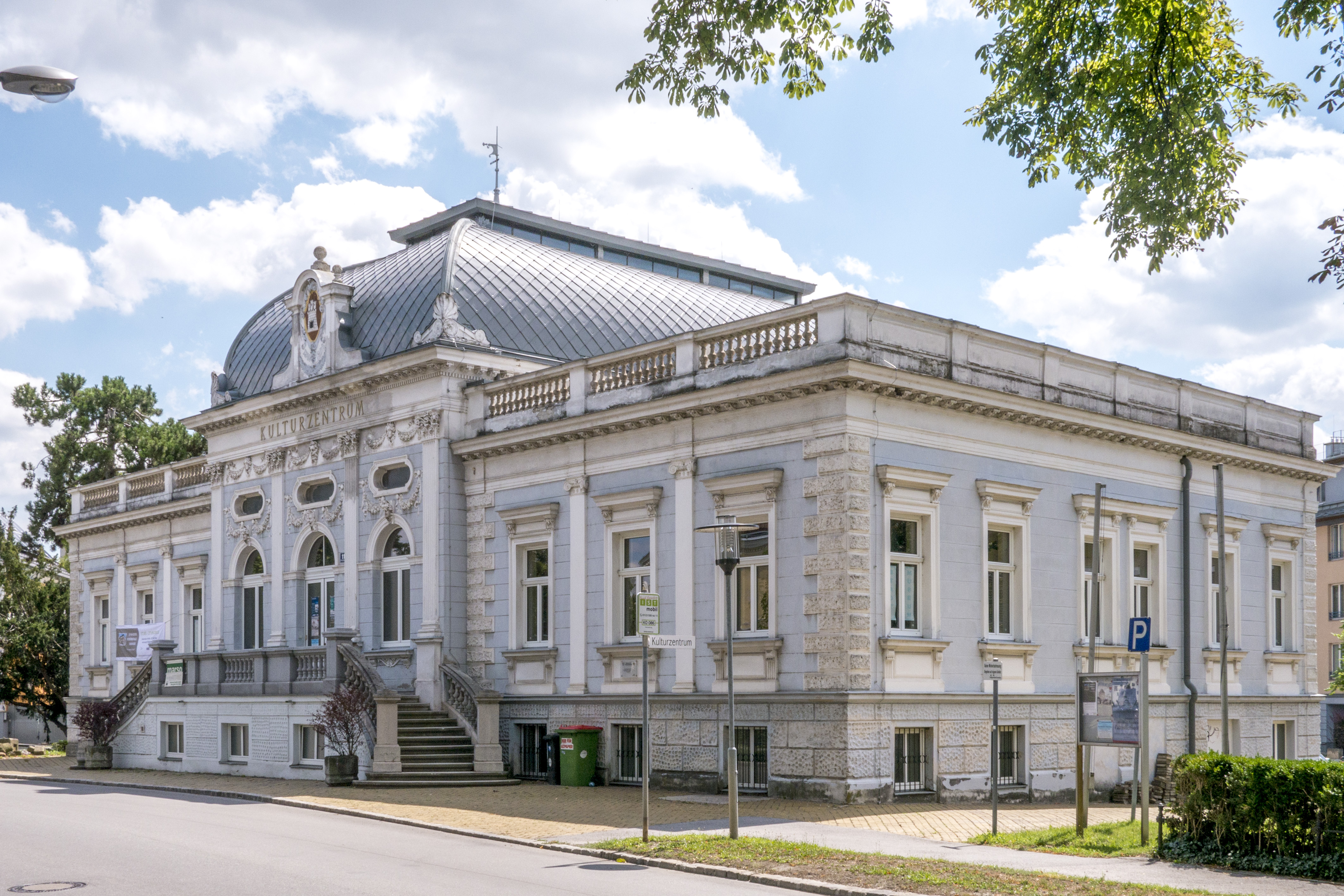
Das Kulturzentrum Korneuburg

Das Kulturzentrum Korneuburg ist ein historisches Gebäude in Korneuburg, in dem heute das Stadtmuseum untergebracht ist. 

## Geschichte
Das heutige Kulturzentrum wurde 1908 anlässlich des 60. Regierungsjubiläums von Kaiser Franz Joseph I. als städtisches Wannen- und Brausebad am Dr. Max Burckhard-Ring errichtet. Bauträger war die Stadtgemeinde Korneuburg unter Bürgermeister Anton Schleidt.
Das Tröpferlbad war anfangs ein beliebter Treffpunkt der Korneuburger. Durch die verbesserten Wohnungsbedingungen verlor das Bad ab den 1960er Jahren an Bedeutung. 
Die Umwidmung zum Museum erfolgte durch Bürgermeister Franz Guggenberger, der Umbau fand in den Jahren 1970 bis 1973 statt. 1989 erfolgte die Sanierung des Kellergeschoßes und der Ausbau zum Kulturzentrum.

## Museum

### Dauerausstellung
- Die Aufarbeitung der Urgeschichte in der korneuburger Gegend durch Hermann Schwammhofer
- Materialien und Erläuterungen zur Stadtgeschichte
- Militärische Tradition
- Donau und Schiffswerft
- Geologie des Korneuburger Beckens
- Mineralien- und Fossilienraum Korneuburg[1]
- Spezialbibliothek zur Stadt Korneuburg

Das Museum wird vom 1959 gegründeten Korneuburg Museumsverein betreut. Dieser gibt seit 1961 die Kulturnachrichten Korneuburg heraus. Diese Vereinsnachrichten enthalten Beiträge, die sich mit der Geschichte von Stadt und Bezirk beschäftigen. 
Das Museum mit der Adresse Dr.-Max-Burckhard-Ring 11 ist jeden Sonntag von 9 bis 12 Uhr geöffnet, der Eintritt ist frei. Spezielle Besichtigungen und Führungen darüber hinaus können beim Bürgerservice der Stadtgemeinde Korneuburg angemeldet werden.

### Kulturzentrum
Hier finden Musikveranstaltungen, Vorträge und Ausstellungen statt.